# Haematomyzus elephantis
Haematomyzus elephantis är en insektsart som beskrevs av Piaget 1869. Haematomyzus elephantis ingår i släktet Haematomyzus och familjen Haematomyzidae. Inga underarter finns listade i Catalogue of Life.